# Steenberg Emma-Hendrik
De Steenberg Emma-Hendrik is een kunstmatige heuvel en voormalige steenberg in de Nederlandse gemeente Brunssum. De heuvel was oorspronkelijk de gezamenlijke steenstort van de Staatsmijn Emma en Staatsmijn Hendrik.

## Geografie
De heuvel ligt in het oosten van de gemeente (op een weg na) tegen de Duitse grens. In het noorden en oosten wordt de heuvel begrensd door de Waubacherweg, in het zuiden door de Rimburgerweg en in het westen door de straat Ganzepool. Ten oosten van de heuvel ligt de Teverener Heide, ten zuidoosten de golfbaan van Golfclub Brunssummerheide, in het zuiden de Brunssummerheide, in het zuidwesten de NAVO-basis Allied Joint Force Command Brunssum en de wijk Schuttersveld, in het westen het Schutterspark en in het noordwesten het bedrijventerrein Bouwberg.
Ten westen en zuidwesten stroomt de Roode Beek en de beek en de heuvel liggen in het Bekken van de Roode Beek.
Deels over de heuvel loopt de Buitenring Parkstad Limburg.

## Geschiedenis
Vanaf 1911 en 1915 begon men met de aanleg van de steenkolenmijnen Staatsmijn Emma en Staatsmijn Hendrik die hier de steenkolenlagen van het Zuid-Limburgs steenkoolbekken gingen ontginnen. Met deze ontginning ontstond er onbruikbaar steenafval afkomstig uit de steengangen en de wasserij die men via het mijnspoor vanaf Emma en Hendrik naar de gezamenlijke steenstort transporteerde, waar sinds 1914 mijnsteen gestort werd. Op de steenstort Mauritsberg van de Staatsmijn Maurits na, was de steenberg Emma-Hendrik de grootste in Nederlands Zuid-Limburg. In het zuidwesten werd de Roode Beek over een stuk van 300 meter overkluisd, waarover een deel van de steenberg kwam te liggen.
Voor 1950 ontstonden er verschillende verschuivingen die het gevolg waren van kleilenzen in de zandlagen in de ondergrond. Dit werd voorkomen door het in twee etappes aanleggen van de stort.
In 1966 sloot Staatsmijn Hendrik en in 1973 de Staatsmijn Emma.
In 1968 ontstond er een brand waarbij afval ongecontroleerd verbrandde. Na het blussen van de brand bleek dat er in de bodem nog broei of verbranding plaatsvond. Om dit in te perken kreeg in 1973 een bedrijf de opdracht om ongeveer 100.000 ton mijnsteen af te graven en zo de brand in te perken. In april 1974 werd deze afgraving beëindigd.
Anno 1985 heeft de steenberg een oppervlakte van ongeveer 200 hectare, met een hoogte van 25 meter en een massa van 72 miljoen ton. De heuvel heeft een plateauvorm en erop staan gebouwen van een steenfabriek en de NAVO.
Halverwege 1991 begon Steenbergafgraving BV met het afgraven van (een deel) van de steenberg.
De steenberg vormde decennialang een ecologisch knelpunt tussen de Brunssummerheide en het Schutterspark. Om deze barrière op te heffen aan de zuidwestrand van de steenberg een deel van de steenberg afgegraven en de overkluizing van de Roode Beek opgeheven. In totaal werd er 450.000 m³ verontreinigde mijnsteen afgegraven. Sinds 2016 kan de beek voor het eerst sinds ongeveer 100 jaar weer vrij bovengronds meanderen. Met dit project werd over het beekdal een brug van 90 meter lang gebouwd op een hoogte van 14 meter boven de dalbodem. Ten zuiden van de Rembrandtstraat lag aan de rand van de Brunssummerheide de slikvijver van de Staatsmijn Hendrik, het Terca-terrein. Als onderdeel van dit project werd de slikvijver gesaneerd en werd de afgegraven mijnsteen gebruikt voor het opvullen van de voormalige slikvijver.